# Gebräuchliche Nicht-SI-Einheiten
Das Streben nach einheitlicher Angabe physikalischer Größen hat zum Internationalen Einheitensystem (SI) geführt. Dieses ist in der ganzen Welt verbreitet, in den meisten Industrieländern ist die Verwendung von SI-Einheiten für den amtlichen und geschäftlichen Verkehr gesetzlich vorgeschrieben.
Für die Europäische Union schreibt die Richtlinie 80/181/EWG des Europäischen Rates vom 20. Dezember 1979 im geschäftlichen und amtlichen Verkehr die Verwendung des Internationalen Einheitensystems verbindlich vor. In nationales Recht umgesetzt wurde das in den 1970er Jahren in Deutschland durch das Einheiten- und Zeitgesetz, in Österreich durch das Maß- und Eichgesetz, in der Schweiz existieren im Bundesgesetz über das Messwesen entsprechende Regelungen. Neben den SI-Einheiten gibt es aber auch andere gesetzliche Einheiten. Da die Angabe in gesetzlichen Einheiten in vielen Bereichen nicht vorgeschrieben ist (z. B. im Bereich der Forschung) oder andere Einheiten zulässig sind, wenn ihre Angabe zusätzlich zu SI-Einheiten erfolgt, sind viele solche Einheiten im deutschsprachigen Raum gängig. Diese gebräuchlichen Nicht-SI-Einheiten sollen im Folgenden aufgeführt werden.

## Zum Gebrauch mit dem SI zugelassene Einheiten
Das Internationale Büro für Maß und Gewicht (BIPM) publiziert in einer Broschüre Le Système international d’unités – deutsch kurz auch als „die SI-Broschüre“ bezeichnet und von der PTB für Deutschland adaptiert  – neben den SI-Einheiten auch die Einheiten, die „zum Gebrauch im Zusammenhang mit dem SI zugelassen“ sind.
Die folgende vollständige Aufzählung der Einheiten, die „zum Gebrauch mit dem SI zugelassen“ sind, ist nach der jeweils zugehörigen Größe geordnet. Einige dieser Einheiten können auch zusammen mit SI-Präfixen (wie „kilo“ oder „milli“) benutzt werden.
Mit Ausnahme der atomaren Masseneinheit haben alle diese Maßeinheiten im SI exakte Werte, weil sie entweder über SI-Einheiten oder mathematisch definiert sind.

### Zeit
- Minute (min), Stunde (h) und Tag (d; „Standard-Tag“):
  - 1 min = 60 s
  - 1 h = 60 min = 3600 s
  - 1 d = 24 h = 1440 min = 86 400 s

Die Benutzung von SI-Präfixen mit diesen drei Zeiteinheiten ist laut SI-Broschüre nicht zulässig. Der Monat und das Jahr sind nicht in der SI-Broschüre angeführt, jedoch allgemein in Gebrauch, wenngleich die einzelnen Monate unterschiedlich lange dauern und wegen der Schaltjahre auch nicht jedes Jahr gleich lang ist. Die genaue Interpretation von Zeitangaben mit Monaten und Jahren ist teilweise normiert, etwa für die Berechnung von Fristen. Alternativ werden auch Zeiträume von 365 Tagen (Gemeinjahr) oder 365,25 Tagen als Jahr bezeichnet.

### Länge
- Astronomische Einheit (abgekürzt AE, international au für Astronomical Unit)
  - 1 AE = 149 597 870 700 m
  - Die AE entspricht in etwa dem mittleren Abstand zwischen Erde und Sonne.

### Fläche
- Hektar (ha):
  - 1 ha = 100 a = 104 m2 = 10 000 m2
  - Das (oder der) Hektar ist in Deutschland, Österreich und der Schweiz – dort mit dem Einheitennamen „Hektare“ – eine gesetzliche Einheit, jedoch eingeschränkt auf die Angabe der Fläche von Grundstücken und Flurstücken.[6][7] Nach der EWG-Richtlinie 80/181/EWG ist „Hektar“ lediglich ein besonderer Name für das Hundertfache des Ar, gebildet aus dem Vorsatz Hekto für 100 und dem Einheitennamen Ar.[8]

### Volumen
- Liter (l oder L):
  - 1 l = 1 L = 1 dm3 = 1 000 cm3 = 10−3 m3

### Masse
- Tonne (t):
  - 1 t = 1 Mg = 103 kg = 1 000 kg
- Atomare Masseneinheit (u), auch Dalton (Da) genannt
  - 1 u = 1.660538782(83)e-27 kg
  - wird zur Angabe von Atom- und Molekülmassen verwendet.

### Energie
- Elektronenvolt, amtlich „Elektronvolt“ (eV)
  - 1 eV = 1.602176634e-19 J
  - wird zur Angabe von Energien in der Atom-, Kern- und Teilchenphysik verwendet.

### Winkel
- Grad (°) mit Winkelminute (′) und Winkelsekunde (″) für ebene Winkel:
  - 1° = (π/180) rad
  - 1′ = (1/60)° = (π / 10 800) rad
  - 1″ = (1/60)′ = (π / 648 000) rad

### Logarithmische Größen
- Bel (B) und Neper (Np) für logarithmische Verhältnisse, beispielsweise für den Schalldruckpegel und das Verstärkungsmaß

## Andere gesetzliche Nicht-SI-Einheiten in der EU bzw. der Schweiz

### Gesetzliche Nicht-SI-Einheiten in der Europäischen Union
Weitere Einheiten außerhalb des SI sind nach Richtlinie 80/181/EWG „gesetzliche Einheiten“. Dies wird in nationalen Gesetzen in allen Staaten der EU im Wesentlichen identisch umgesetzt. Für Deutschland listet die Physikalisch-Technische Bundesanstalt (PTB) in der immer wieder aktualisierten Broschüre „Die gesetzlichen Einheiten in Deutschland“ solche Nicht-SI-Einheiten auf.

#### Fläche
- Ar (a):
  - 1 a = 100 m2
  - Das Ar ist in Deutschland und Österreich gesetzliche Einheit für die Angabe der Fläche von Grund- und Flurstücken.
- Barn (b):
  - 1 b = 100 fm2 = 10−24 cm2 = 10−28 m2
  - wird in der Kernphysik als Einheit zur Angabe von Wirkungsquerschnitten verwendet.

#### Masse
- Metrisches Karat
  - 1 Karat = 0,2 g
  - Masse von Edelsteinen, insbesondere Diamanten
  - Für das metrische Karat ist nach der EWG-Richtlinie kein Einheitenzeichen festgelegt. Üblich sind „Kt“ oder „ct“ (Schweiz).

#### Druck
- Bar (bar)
  - 1 bar = 100 kPa = 105 Pa
- Millimeter-Quecksilbersäule – (mmHg):
  - 1 mmHg = 133,322 Pa
  - Die Einheit ist gesetzliche Einheit für die Angabe des Blutdrucks und des Drucks anderer Körperflüssigkeiten. In der EWG-Richtlinie ist das Einheitenzeichen mit Zwischenraum geschrieben: mm Hg, in den nationalen Gesetzen Deutschlands, Österreich und der Schweiz als mmHg.
  - Eine weitere, nicht gesetzliche Definition  ist: 1 Torr = 1 atm/760 = (101 325 / 760) Pa (relative Abweichung 3e-6). Es ist unklar, ob Torr und mmHg als ähnliche Einheiten aufzufassen sind oder als identische Einheiten mit mmHg als einzigem gesetzlichen Namen und aktualisierter Definition.

#### Energie
- Kilowattstunde (kWh):
  - 1 kWh = 3,6 Megajoule (MJ)
  - zur Ermittlung der Strom- und Heizwärmekosten.

#### Leistung
- Voltampere (VA) und Var (var):
  - 1 VA = 1 var = 1 W
  - zur Angabe der elektrischen Scheinleistung und Blindleistung.

#### Brechkraft von optischen Systemen
- Dioptrie (dpt):
  - 1 dpt = 1 m−1

#### Längenbezogene Masse
- Tex (tex):
  - 1 tex = 1 g/km = 10−6 kg·m−1
  - längenbezogene Masse von textilen Fasern und Garnen.

#### Winkel
- Gon (Neugrad)
  - 1 gon = (π/200) rad
- Vollwinkel:
  - 1 Vollwinkel = 360° = 2π rad

### Ausnahmen in Irland
Weitere Nicht-SI-Einheiten sind für spezielle Verwendungszwecke in denjenigen EU-Mitgliedstaaten weiterhin gültig, in denen sie am 21. April 1973 zugelassen waren. Dies sind einige angloamerikanische Maßeinheiten in Irland:
Volumen

Für Volumenangaben beim Ausschank von Bier und Apfelwein vom Fass sowie für Milch in Mehrwegbehältern:
- Pint (pt):
  - 1 pt = 568,3 cm3

Masse

Für Massenangaben beim Handel mit Edelmetallen:
- Feinunze, troy ounce (oz tr):
  - 1 oz tr = 31,1034768 g[9][10]

### Gesetzliche Nicht-SI-Einheiten in der Schweiz
Die schweizerische Einheiten-Verordnung vom 23. November 1994 folgt weitgehend der europäischen Regelung. Es bestehen aber die folgenden Unterschiede:

#### Fläche
- Are (a) und Hektare (ha):
  - 1 ha = 100 a = 10'000 m2
  - In der Schweiz trägt das Ar den Einheitnamen „Are“ und ist gesetzliche Einheit für die Angabe der Fläche von Grund- und Flurstücken.

#### Masse
- metrisches Karat (ct), abweichend von der EU-Regelung gilt:
  - Das Einheitenzeichen ist ct.
  - Die Anwendung der Vorsätze ist nicht zulässig.

#### Schallpegel
- Dezibel (dB):
  - Schalldruckpegel = 20 dB · lg (Schalldruck / 20 μPa)
  - Schallleistungspegel = 10 dB · lg (Schallleistung / 1 pW)
  - Schallintensitätspegel = 10 dB · lg (Schallintensität / 1 pW/m2)
  - Schallschnellepegel = 20 dB · lg (Schallschnelle / 50 nm/s)
  - Die Anwendung der Vorsätze ist nicht zulässig.

## Weitere Nicht-SI-Einheiten
Im umgangssprachlichen aber auch im fachsprachlichen Sprachgebrauch sind einige Einheiten bzw. Einheitenzeichen gebräuchlich, die nicht oder nur teilweise mit dem Internationalen Einheitensystem konform sind. Auch die Broschüre „Die gesetzlichen Einheiten in Deutschland“ der Physikalisch-Technische Bundesanstalt enthält eine Zusammenstellung von gebräuchlichen, aber nicht-gesetzlichen Einheiten. Einige Beispiele für solche Einheiten bzw. Einheitenzeichen sind:

### Akustik
- Phon, Sone (sone) und Mel (mel)
  - Das Phon wird in Deutschland, Österreich und der Schweiz als Maßeinheit für den Lautstärkepegel, das Sone für die Lautheit und das Mel für die Tonheit verwendet.

### Länge
- Fuß
  - 1 Fuß = 12 Zoll = 30,48 cm
  - Fuß ist in der internationalen Luft- und Schifffahrt gebräuchlich.
  - Der Zoll (″, englisch: inch), definiert als 1″ = 1⁄12 Fuß = 25,4 mm, wird in einigen Bereichen noch verwendet, aber generell nicht als Maßeinheit, sondern als Typangabe für Produktklassen, z. B. zur Angabe der Diagonale von Bildschirmen oder der Größe von Auto- oder Fahrradfelgen, beim Whitworth-Gewinde von Rohrleitung sowie Festplatten und Speichermedien
- Ångström (Å)
  - 1 Å = 100 pm = 10−10 m
  - Die Längeneinheit Ångström ist in der Kristallographie und der Computerchemie verbreitet.
- Seemeile
  - 1 Seemeile = 1852 m
  - Seemeile (nautische Meile) ist in der internationalen Luft- und Schifffahrt gebräuchlich.

Astronomische Längeneinheiten

- Astronomische Einheit (siehe oben → Zur Verwendung mit dem SI zugelassene Einheiten)
- Lichtjahr (Lj, ly) mit Lichtsekunde, Lichtminute, Lichtstunde und Lichttag
  - 1 Lj = 9 460 730 472 580 800 m
  - Das Lichtjahr wird häufig benutzt in Veröffentlichungen, die an die allgemeine Öffentlichkeit gerichtet sind.
- Parsec (pc)
  - 1 pc ≈ 30.856776e15 m ≈ 3,26 Lj
  - in der wissenschaftlichen Praxis die am häufigsten benutzte astronomische Längeneinheit

### Volumen
- Festmeter (Fm) und Raummeter (Rm) statt m3, für das Volumen von Langholz und Schichtholz (gesetzliche Einheiten bis 1977)
- Barrel im Erdöl-Handel

### Geschwindigkeit
- Knoten (kn, auch kt)
  - 1 kn = 1 Seemeile/Stunde
  - In der Luft- und Schifffahrt

### Einheiten in der Lebensmittelchemie

#### Mostgewicht und Zuckergehalt
- Grad Oechsle (°Oe)
  - in Deutschland, der Schweiz und Luxemburg gebräuchlich
- Klosterneuburger Zuckergrade (°KMW)
  - in Österreich, Italien, Ungarn, der Slowakei sowie den Staaten des ehemaligen Jugoslawien verwendet

#### Stammwürzengehalt
- Grad Plato (°P)
  - gebräuchliche Einheit zur Angabe der Stammwürze von Bieren

#### Säuregrad von Milch und Milchprodukten
- Grad Soxhlet-Henkel (°SH)
  - in Mitteleuropa verwendet

#### Diastatische Kraft von Bieren
- Grad Windisch-Kolbach (°WH)
  - in Europa gebräuchlich

### Wasserhärte
- Grad deutscher Härte (°dH)
  - in Deutschland und Österreich gebräuchlich
- Grad französischer Härte (°fH)
  - in Frankreich und der Schweiz üblich

### Masse
- Weiterverwendung des Pfunds (0,5 kg) und des Zentners (50 kg in Deutschland, 100 kg in der Schweiz und Österreich)

### Energie
- Im Ernährungsbereich darf der physiologische Brennwert von Lebensmitteln gemäß Lebensmittel-Informationsverordnung neben der SI-Einheit Kilojoule (kJ) zusätzlich auch in der Einheit Kilokalorie (kcal) pro 100 Gramm angegeben werden, allerdings nur in Klammern nach der SI-Einheit.

### Leistung
- Die Verwendung von PS (Pferdestärke) statt der gesetzlichen Einheit Kilowatt (kW) ist umgangssprachlich besonders bei Kraftfahrzeugen verbreitet.

### Häufigkeiten
Einige Größen werden nach dem Schema „Anzahl an Ereignissen pro Zeitspanne“ angegeben. Dafür werden spezielle Einheiten geschaffen, in denen für die Ereignisse eine Spezifizierung gewählt wird und für die Zeitspanne eine geeignete Zeiteinheit. Gerne wird das Wort „pro“ durch einen Schrägstrich oder ein „p“ ersetzt. Beispiele für solche Bildungen sind: 
- U/min, auch Upm oder rpm für die Anzahl der Umdrehungen pro Minute. Das „r“ steht dabei abkürzend für das englische Wort für Umdrehungen, „revolutions“.
- flops, auch flop/s für die Anzahl der Fließkommazahl-Operationen pro Sekunde in einem Computer. Dabei steht „flo“ abkürzend für „Floating Point Operations“.
- frames per second kurz fps für die Anzahl der Bilder pro Sekunde, die eine Grafikkarte auf einen Computermonitor ausgibt.

### Anzahl
- Den Hilfsmaßeinheiten zugerechnete Einheiten der Anzahl wie z. B. das Dutzend = 12 Stück
- Einheiten für eine bezogene Anzahl wie ppb für „parts per billion“ und ppt für „parts per trillion“ oder „parts per thousand“. Da die Bedeutung der Zahlennamen Billion und Trillion nicht in allen Sprachen gleich ist, wird vom Gebrauch dieser Ausdrücke oder Abkürzungen abgeraten.